# إيرني ميلز
إيرني ميلز (بالإنجليزية: Ernie Mills)‏ هو لاعب كرة قدم أمريكية أمريكي، ولد في 28 أكتوبر 1968 في دونيلون في الولايات المتحدة.

## وصلات خارجية
- إيرني ميلز على موقع مرجع كرة القدم المحترفة.كوم (الإنجليزية)